# Siriella
Siriella (лат.) — род ракообразных семейства Mysidae из отряда Мизиды. 
Один из самых крупных и сложных родов мизид, включающий около 100 видов.

## Описание
Представители рода отличаются от других мизид следующими признаками: эндоподы с третьей по восьмую грудные конечности вооруженны своеобразными щетинками, окружающими дактилус и конечный коготь, все плеоподы самцов с характерными псевдожаберными ветвями, уроподальный экзопод, разделенный на два сегмента, и тельсон с тремя небольшими срединными шипами на заднем крае. Внешний край усиковой чешуи голый; у первой видовой группы 4-й, 3-й и 4-й плеоподы самца с модифицированными щетинками (Siriella chierchiae, Siriella wolffi); у второй видовой группы плеоподы самцов без модифицированных чешуек (Siriella dayi, Siriella melloi, Siriella thompsoni). Плеоподы самцов двуветвистые, многосуставные, за исключением эндопода 1-го плеопода (который отсутствует), с хорошо развитыми, двулопастными, спиралевидными или прямыми псевдобранхиями. Роговица глаз шаровидная. Чешуя усиков с шипом на конце обнаженного внешнего края. Эндоподы 3–8-го переоподов с пучком длинных необычно зазубренных щетинок, окружающих дактилус. Экзоподит уропода двучлениковый; внешний край базального сегмента с шипами, обычно ограниченными дистальной частью. Вершина тельсона округлая или усеченная, вооружена медиально 3 шипами и парой перистых щетинок.

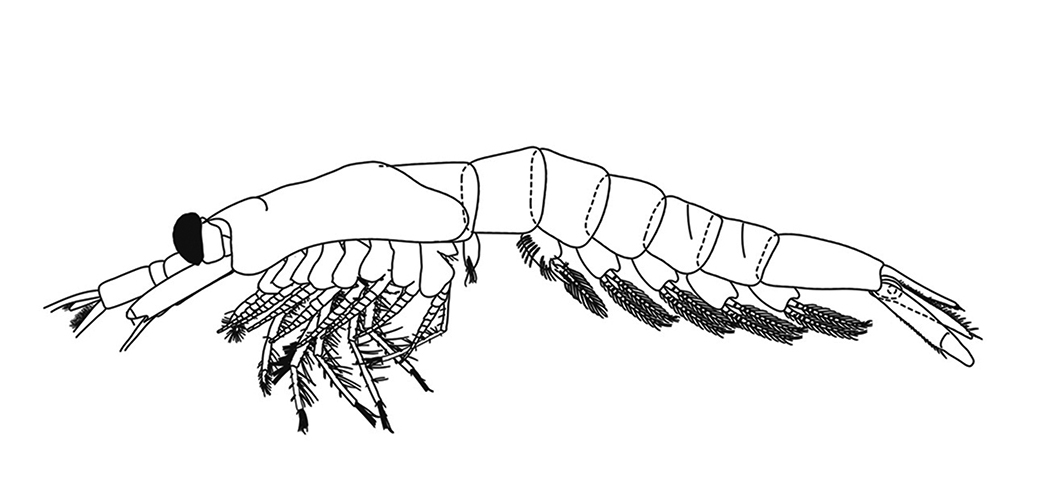

## Классификация
Род Siriella был впервые выделен в 1850 году американским зоологом Джеймсом Дуайтом Дана (1813—1895) и включает прибрежные, литоральные и эпипелагиальные виды с длиной тела от 5 до 25 мм.
- Siriella adriatica
- Siriella aequiremis
- Siriella affinis
- Siriella africana
- Siriella akajimaensis[4]
- Siriella amamiensis[4]
- Siriella anomala
- Siriella armata
- Siriella australiensis
- Siriella australis
- Siriella bacescui
- Siriella bassi[11]
- Siriella brevicaudata
- Siriella brevirostris
- Siriella castellabatensis
- Siriella chaitiamvongae[4]
- Siriella chessi
- Siriella chierchiae
- Siriella clausii
- Siriella conformalis
- Siriella costellabatensis
- Siriella dayi
- Siriella denticulata
- Siriella distinguenda
- Siriella dollfusi
- Siriella dubia
- Siriella essingtonensis[4]
- Siriella gibba
- Siriella gracilis
- Siriella halei
- Siriella hanseni
- Siriella inornata
- Siriella intermedia
- Siriella izuensis[4]
- Siriella jaltensis
- Siriella japonica
- Siriella jonesi
- Siriella koreana[4]
- Siriella lingvura
- Siriella longiarticulis[4]
- Siriella longidactyla
- Siriella longipes
- Siriella macrophthalma
- Siriella macropsis[4]
- Siriella media
- Siriella melloi
- Siriella mexicana
- Siriella mulyadii[4]
- Siriella muranoi[11]
- Siriella nodosa
- Siriella norvegica
- Siriella oberon
- Siriella occulta[11]
- Siriella okadai
- Siriella pacifica
- Siriella panamensis
- Siriella paulsoni
- Siriella plumicauda
- Siriella podoensis
- Siriella quadrispinosa
- Siriella quilonensis
- Siriella rimata[4]
- Siriella robusta
- Siriella roosevelti
- Siriella scissilis[4]
- Siriella seafdeci[4]
- Siriella serrata
- Siriella similis
- Siriella sinensis
- Siriella singularis
- Siriella spinula
- Siriella tabaniocula[11]
- Siriella tadjourensis
- Siriella talbotae[11]
- Siriella tenuiungula[4]
- Siriella thompsonii
- Siriella trispina
- Siriella tuberculum
- Siriella wadai
- Siriella watasei
- Siriella vincenti
- Siriella wolffi
- Siriella vulgaris